# Ufabulum
| Recensione | Giudizio |
| ---------- | -------- |
| AllMusic   | [ 1 ]    |

Ufabulum è un album del musicista britannico Squarepusher, pubblicato il 14 maggio 2012.

## Il disco
Tom Jenkinson ha dichiarato: "It's music which is generated purely from programming. There's no live guitar or drums, there's nothing in it which is live, really. At all." ("È musica generata esclusivamente dalla programmazione. Non vi sono chitarre o batterie suonate dal vivo, nulla di quello che vi è dentro è suonato realmente. Affatto.")
Fred Thomas ha recensito l'album su AllMusic, affermando: "The most striking aspect of Ufabulum is the sense that Jenkinson is building on top of foundations he laid himself. Where early Squarepusher records were notable for their innovative work with beat programming or infusion of organic instruments with electronic mayhem, the songs here seem to begin with that template of jittery beats and grow into dense compositions." ("L'aspetto più sorprendente di Ufabulum è il senso che Jenkinson sta costruendo su fondamenta se stesso stabilite. Dove lo Squarepusher degli esordi si distingueva per il suo lavoro innovativo con la programmazione del beat o l'accorpamento di strumenti fisici con l'elettronica, le canzoni qui sembrano iniziare con quel modello di battiti nervosi e divenire poi composizioni dense.")

## Tracce
Musiche di Tom Jenkinson.
1. 4001 – 6:35
2. Unreal Square – 5:17
3. Stadium Ice – 4:21
4. Energy Wizard – 3:48
5. Red in Blue – 3:11
6. The Metallurgist – 3:50
7. Drax 2 – 7:22
8. Dark Steering – 6:51
9. 303 Scopem Hard – 4:56
10. Ecstatic Shock – 5:08

Traccia bonus presente nell'edizione giapponese
1. On Crack – 2:29

Disco bonus presente nell'edizione speciale contenente Enstrobia (EP)
1. Angel Integer – 4:03
2. Panic Massive – 3:46
3. 40.96a – 6:26

## Formazione
- Tom Jenkinson – musica, grafica

### Collaboratori
- Nick Robertson – design, fotografia
- Donald Milne – fotografia